# District d'Affoltern
Pour les articles homonymes, voir Affoltern.
Le district d'Affoltern est un district du canton de Zurich en Suisse.

## Communes

Le lac de Türlersee, dans le district d'Affoltern. Juillet 2020.

| Nom                | N° OFS | Population (décembre 2022) |
| ------------------ | ------ | -------------------------- |
| Aeugst am Albis    | 1      | +001 991,                  |
| Affoltern am Albis | 2      | +012 588,                  |
| Bonstetten         | 3      | +005 624,                  |
| Hausen am Albis    | 4      | +003 879,                  |
| Hedingen           | 5      | +003 871,                  |
| Kappel am Albis    | 6      | +001 321,                  |
| Knonau             | 7      | +002 416,                  |
| Maschwanden        | 8      | +000644,                   |
| Mettmenstetten     | 9      | +005 635,                  |
| Obfelden           | 10     | +005 787,                  |
| Ottenbach          | 11     | +002 858,                  |
| Rifferswil         | 12     | +001 149,                  |
| Stallikon          | 13     | +003 854,                  |
| Wettswil am Albis  | 14     | +005 282,                  |
| Total              | Total  | +056 899,                  |